# Erich Bärenfänger
Erich Bärenfänger, född 12 januari 1915 i Menden, död 2 maj 1945 i Berlin, var en tysk officer under andra världskriget. Han befordrades till generalmajor i april 1945 och blev därmed den yngste generalen i Wehrmacht.

## Biografi
Bärenfänger gick in i Wehrmacht år 1936 och blev medlem av ett infanteriregemente. Under det polska fälttåget 1939 och slaget om Frankrike året därpå var han plutonchef. På västfronten sårades han flera gånger. Han deltog i Balkanfälttåget och Operation Barbarossa, anfallet på Sovjetunionen. Bärenfänger stred bland annat på Tamanhalvön och på Krim.
I slutet av andra världskriget tog Bärenfänger del i försvaret av Berlin. I slutet av april 1945 befordrade Adolf Hitler honom till generalmajor och Bärenfänger blev därmed Wehrmachts yngste general. Han fick samtidigt befälet över försvarssektorerna A och B i Berlin. Han ledde två misslyckade anfallsförsök på Schönhauser Allee. Efter ett misslyckat utbrytningsförsök begick Bärenfänger och hans hustru självmord i en källare i närheten av tunnelbanestationen Prenzlauer Berg.

## Utmärkelser
Generalmajor Erich Bärenfänger var en av 160 mottagare av Riddarkorset av Järnkorset med eklöv och svärd.
- Järnkorset av andra klassen
- Järnkorset av första klassen
- Såradmärket i svart
- Såradmärket i silver
- Såradmärket i guld
- Infanteriangreppsmärket i silver
- Rumänska kronorden av femte klassen med svärd
- Tyska korset i guld
- Bulgariska tapperhetsorden
- Kungliga bulgariska infanteritecknet
- Ehrenblattspange des Deutschen Heeres
- Krimskölden
- Riddarkorset av Järnkorset med eklöv och svärd
  - Riddarkorset: 7 augusti 1942
  - Eklöv: 17 maj 1943
  - Svärd: 23 januari 1944